# رودولف والنتینو
رودولف والنتینو (به ایتالیایی: Rudolph Valentino) (زاده ۱۸۹۵ - درگذشته ۱۹۲۶) هنرپیشه ایتالیایی فیلم‌های صامت هالیوود و بنیان‌گذار سبک رقص والنتینو بود.

## زندگی
رودولف والنتینو با نام کامل رودلفو آلفونزو رافائلو پیره فیلیبرت گوگلیلمی دی والنتینا د آنتونگوئلا (به ایتالیایی: Rodolfo Alfonso Raffaello Pierre Filibert Guglielmi di Valentina d'Antonguolla) فرزند دامپزشک ارتش بود. او پس از پرداختن به حرفه‌های مختلف مانند باغبانی، ظرف‌شویی، پیش‌خدمتی و کار به عنوان رقصنده، سال ۱۹۱۷ وارد هالیوود شد. والنتینو پایه‌گذار سبک رقص والنتینو بود که به نوعی تانگو والنتینویی می‌گفتند و رقص او برای مردمان آن زمان بسیار جذاب بود که حتی سبک والنتینو در دانشکده هنر رم ایتالیا نیز تدریس میشد .
والنتینو مدتی در نقش شخصیت‌های منفی ظاهر شد و در ۱۹۲۱ با بازی در نقش یک قهرمان آرژانتینی در فیلم «چهار سوار آخرالزمان» یک‌شبه به مقام یک ستاره رسید. او با فیلم‌هایی چون «خون و شن» و «پسر شیخ» شهرتی فراتر از تصور پیدا کرد و به خصوص میان زنان محبوبیت بسیار داشت. والنتینو در ۳۱ سالگی بر اثر پریتونیت درگذشت. مرگ ناگهانی او لس آنجلس را به حال تعطیل درآورد. هزاران نفر در مراسم خاک‌سپاری والنتینو شرکت کردند.

## فیلم شناسی
- جنگ زن و مرد (۱۹۱۴)
- هفده (۱۹۱۶)
- چهار سوار سرنوشت (۱۹۲۱)
- شیخ (۱۹۲۱)
- کمیل (۱۹۲۱)
- خون و شن (۱۹۲۲)
- کبرا (۱۹۲۵)
- عقاب (۱۹۲۵)
- پسر شیخ (۱۹۲۶)